# Pedicularis verae
Pedicularis verae är en snyltrotsväxtart som beskrevs av Aleksei Ivanovich Vvedensky. Pedicularis verae ingår i släktet spiror, och familjen snyltrotsväxter. Inga underarter finns listade i Catalogue of Life.